# De·Lencquesaing望
de・Lencquesaing望，ド・ランクザン望（ド・ランクザン のぞみ、本名：ド・ランクザン トーマ 望=De Lencquesaing Thomas Nozomi、1991年9月4日—）是日本的童星人才。出身於日本東京都文京區本鄉。是法國人與日本人的混血兒。血型是O型。身高179公分。屬於Stardust Promotion的一員。

## 人物
由2003年度開始到2005年度在『天才兒童MAX』（NHK教育頻道）裡作為TV戰士而演出。因為擅長製造氣氛而受到注目。2005年度中與前田公輝・飯田里穗・村田千宏作為最年長的戰士而擔任星期四現場直播的經常性主持人。在片尾曲MTK裡，與村田千寻・橋本甜歌・木內梨生奈一起組成 小马戏团而活躍。在公演『拯救優克迪爾!TV戰士史上最大的危機』（ユゲデールを救え!てれび戦士 史上最大の危機）中、與篠原愛實一起擔任實際上的主角。
雖然父親是法國人，且家庭出身自法國的貴族，但他不會說法語。不過由於他在國際學校上學的關係，所以他英語說得很好。
似乎很擅長表演笑料、但無法確定是否真的是如此。代表笑料是「よーい！ハイソックス！ハイソックス！左のハイソックス！」。
自戀型的角色、在2004年的人物介紹欄是寫著『自稱天才軍師』。
在2006年天才兒童MAX夏季的公演中，與村田千寻,飯田里穗，前田公輝一起參觀。
在2003年度與前田公輝・山元竜一・ブライアン・ウォルターズ・マイケル・メンツァー一起在「なりきり!シンガーズ」的暑假特別編演出、模仿成SMAP的香取慎吾（同時也組成了SMAX），熱情演唱SMAP的暢銷曲《世界上唯一的花》，並由當時擔任SMAP舞蹈指導師[的KABA.ちゃん指導舞蹈。

## 雜誌
- STREET JACK
- GET ON

## 關聯項目
- 井出卓也
- 堀江幸生
- 前田公輝
- 村田千宏
- 笠原拓巳

## 外部連結
- 官方個人簡介（页面存档备份，存于）
- スターダストプロモーション（页面存档备份，存于）